# Italo Gariboldi
Italo Gariboldi (n. 20 aprilie 1879, Lodi, Lombardia, Regatul Italiei – d. 9 februarie 1970, Roma, Italia) a fost un general italian în Armata Regală Italiană Regio Esercito înainte și în timpul celui de-al Doilea Război Mondial. 
În timpul Primului Război Mondial a fost șef de operațiuni la Armata Grappa, a fost decorat cu Medalia de argint pentru vitejia militară; mai târziu a luat parte la războiul etiopian în calitate de comandant al Diviziei 30 Infanterie „Savauda” și apoi la cel de-al Doilea Război Mondial, inițial în timpul operațiunilor de război din Africa de Nord și mai târziu în timpul campaniei Italiei din Rusia la comanda Armatei a 8-a dislocată. A fost distins de dictatorul german Adolf Hitler cu Crucea de Cavaler a Crucii de Fier pentru maniera în care a comandat forțele armate italiene în Bătălia de la Stalingrad în poziție defensivă pe cursul inferior al Donului

## Biografia

### Abisinia
În 1935, Gariboldi a comandat Divizia 30 Infanterie „Sabauda” pe frontul de nord în timpul celui de-al Doilea Război Italo-Abesinian. Divizia sa făcea parte din Corpul I cu sediul în Eritreea. După ce Italia a învins Etiopia (Abisinia) în mai 1936, Eritrea, Abisinia și Somalia italiană⁠(en)[traduceți] au fost unite pentru a forma colonia Africii de Est italiene⁠(en)[traduceți] la 1 iunie 1936.

### Africa de Nord
Din 1939 până în 1941, Gariboldi a fost comandant al armatei în „Comandamentul Suprem – Africa de Nord” al mareșalului Italo Balbo. Când Italia a declarat război în iunie 1940, Gariboldi a comandat Armata a 5-a italiană staționată la granița cu Tunisia franceză. În cele din urmă, a comandat ambele armate situate în Libia. După încheierea bătăliei Franței, Armata a 5-a a devenit o sursă de oameni, echipament militar și provizii pentru Armata a X-a italiană la granița cu Egiptul.
În decembrie 1940, când britanicii au lansat Operațiunea Compass, Gariboldi era la comanda temporară a Armatei a X-a deoarece generalul Mario Berti era în concediu medical. În cele din urmă, i s-a dat comanda Armatei a X-a după ce aceasta a fost practic distrusă, iar generalul Giuseppe Tellera, înlocuitorul lui Berti, a fost ucis în luptă.
La 25 martie 1941, Gariboldi a fost promovat guvernator general al Libiei și l-a înlocuit pe mareșalul Rodolfo Graziani. Până la 19 iulie, Gariboldi însuși a fost demis din cauza presupusei sale lipse de cooperare cu Rommel. Generalul Ettore Bastico i-a luat locul.

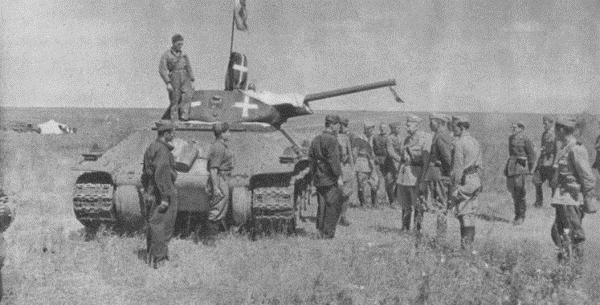
Generalul Gariboldi examinează un tanc T-34 sovietic capturat.

### Rusia
Din 1942 până în 1943, Gariboldi a comandat Armata Italiei în Rusia (Armata Italiană în Rusia, sau ARMIR, sau Armata a 8-a italiană). El a fost la comanda armatei italiene în Rusia în când a fost distrusă în timpul bătăliei de la Stalingrad.

### Italia
În 1943, Gariboldi se afla în Italia când regele Victor Emmanuel al III-lea și mareșalul Pietro Badoglio l-au înlăturat pe dictatorul fascist Benito Mussolini și apoi au semnat un armistițiu cu Aliații. La fel ca mulți membri ai armatei italiene, Gariboldi a fost făcut prizonier de război de către germani și în 1944, a fost condamnat la moarte ca trădător.
Mai târziu, în 1944, Gariboldi a fost eliberat din închisoare de către Aliați. A murit la Roma în 1970.
Fiul său, Mario Gariboldi, și-a urmat tatăl în cariera militară.
„Dintre generalii italieni ai celui de-al Doilea Război Mondial, Gariboldi este probabil cel mai batjocorit. Fiind produsul unei cariere prolifice printre cei blocați din Statul Major General, el a ajuns la prima sa comandă reală la vârsta de patruzeci și patru de ani ca comandant de regiment. (...) Și-a încheiat așadar cariera gri în clarobscur: mai întâi în Rusia în vârful unei sarcini dificile și peste posibilitățile sale, apoi în prizonierat în Germania. Pe scurt, reprezintă arhetipul gregarului modest, dar norocos, care s-a trezit brusc stăpânul unui război pentru care era nevoie de cu totul alte calități.”—Giovanni Cecini